# جيسي روس
جيسي روس (بالإنجليزية: Jesse Ross)‏ (مواليد 9 فبراير 1990) هو ملاكم أسترالي، مثّل بلاده في الألعاب الأولمبية الصيفية 2012.

## روابط خارجية
جيسي روس على موقع أوليمبيديا (الإنجليزية)
- جيسي روس على موقع اللجنة الأولمبية الأسترالية (الإنجليزية)